# Ici Sud Lorraine
Pour les articles homonymes, voir ici Lorraine.
 (février 2022).
Si vous disposez d'ouvrages ou d'articles de référence ou si vous connaissez des sites web de qualité traitant du thème abordé ici, merci de compléter l'article en donnant les références utiles à sa vérifiabilité et en les liant à la section « Notes et références ».
Ici Sud Lorraine (identifiée à l'antenne ici Lorraine), anciennement France Bleu Sud Lorraine, est une station de radio généraliste publique de proximité diffusée dans le sud de la Lorraine, c'est-à-dire en Meurthe-et-Moselle ainsi que dans les Vosges, et qui appartient au réseau Ici de Radio France. Son siège est basé à Nancy.

## Historique
Radio Nancy est créée en octobre 1944 à la Libération de Nancy. La station émet grâce à un émetteur de 50 watts installé dans un camion de l'armée américaine situé sur le plateau de Gentilly.
L'ordonnance du 23 mars 1945 instaure un monopole d'État sur la radiodiffusion. Radio Nancy passe alors sous la direction de l'établissement public chargé de ce monopole, la Radiodiffusion française (RDF), qui instaure 9 régions radiophoniques, dont une nouvelle en Lorraine. La station est rebaptisée Radio Lorraine en avril 1945 et son émetteur passe à 10 kW.
En octobre 1953, l'inauguration du nouvel émetteur de Nomeny d'une puissance de 100 kW permet à Radio Lorraine de toucher la région Champagne-Ardenne. Radio Lorraine devient Radio Lorraine-Champagne. En 1969, Radio Lorraine-Champagne est diffusée en modulation de fréquence sur l'émetteur de France Inter et prend à cette occasion le nom de Inter Lorraine-Champagne, puis Inter Nord-Est en 1972.
À la suite de l'éclatement de l'ORTF en juillet 1974, les stations régionales de radio sont intégrées à la nouvelle société nationale de programme France Régions 3 (FR3). La chaîne devient FR3 Radio Nord-Est le 7 avril 1975.
En vertu de la loi du 29 juillet 1982 sur la communication audiovisuelle, les radios régionales passent de la tutelle de FR3 à celle de Radio France le 1er janvier 1983. FR3 Radio Nord-Est devient Radio Nord-Est, puis Radio France Nancy le 23 avril 1984 et Radio France Nancy Lorraine le 6 avril 1992.
Radio France Nancy Lorraine prend le nom de France Bleu Sud Lorraine le 4 septembre 2000 à la suite du lancement au niveau national du nouveau réseau de Radio France issu de la fusion de Radio Bleue et des locales. 
Le 6 janvier 2025, le réseau France Bleu devient "ici". La radio prend donc le nom "ici Sud Lorraine"

## Identité de la station

### Sièges
Le premier studio de Radio Nancy est installé dans les combles de l'Hôtel des Postes de Nancy, place Saint Jean. La station emménage ensuite, avenue Foch. La ville de Nancy offre les galeries désaffectées de son ex station thermale afin d'y construire les nouveaux studios de la Maison de la Radio de Nancy Thermal qui sont inaugurés le 19 novembre 1949.

### Slogans
- « Toutes les FranceS sont sur France Bleu » (4 septembre 2000)
- « Instantanément proche de vous » (? - ?)
- « Ma vie est ici, ma radio aussi » (? - ?)
- « Vivre en bleu, c'est mieux » (29 août 2005 - 25 août 2008)
- « Vu d'ici » (25 août 2008 - janvier 2014)
- « Écoutez, on est bien ensemble » (depuis janvier 2014)
- « Ici, on parle d’ici »

## Programmation et diffusion
Les programmes régionaux de France Bleu Sud Lorraine sont diffusés en direct de 6 h à 13 h et de 14 h à 19 h du lundi au vendredi, et de 7 h à 12 h 30 le week-end. Les programmes nationaux du réseau France Bleu sont diffusés le reste de la journée et la nuit.
Parmi les décrochages spécifiques à la Meurthe-et-Moselle et aux Vosges figurent les résultats et performances sportives des équipes masculines de football de l'ASNL et de basket-ball du SLUC.
De 2003 à 2017, l'antenne nancéienne a produit différents programmes diffusé également sur les fréquences de France Bleu Lorraine Nord en vertu d'un accord de syndication.
France Bleu Sud Lorraine diffuse ses programmes sur la bande FM en utilisant, selon les zones géographiques, les fréquences d'émissions principales 100,5 MHz depuis l'émetteur de Nancy-Malzéville, et 100,0 MHz depuis l'émetteur d’Épinal, avec en complément un réseau de réémetteurs locaux dans le massif vosgien.